# كريس وينغيت
كريس وينغيت هو لاعب كرة قدم نرويجي في مركز الوسط، ولد في 3 يوليو 1994 في Høvik ‏ في النرويج. لعب مع سياتل ساوندرز.

## وصلات خارجية
- كريس وينغيت على موقع الدوري الأمريكي (الإنجليزية)
- كريس وينغيت على موقع قاعدة بيانات كرة القدم.إي يو (الإنجليزية)